# Narodni park Vilsandi
Narodni park Vilsandi leži na zahodu Estonije na zahodni obali baltskega otoka Saaremaa. Naravni rezervat tvori otok Vilsandi skupaj z okoliškimi planotami in mirom (vključno z otoki Vaika) ter zalivi Atla, Kihelkonna in Kuusnõmme s svojimi otoki. V narodnem parku Vilsandi je skoraj sto otokov, skupaj z okoliškim vodnim območjem in obalo Saaremaa pokriva skupno površino 238,9 km², od tega je 165,2 km² voda.
Najstarejše varovano območje na Baltiku vključuje naravne komplekse z različnimi pokrajinami, od katerih so najbolj značilni morski otoki. Vilsandi je edini naseljeni otok na zaščitenem območju.
Zabeleženih je bilo več kot 250 vrst ptic, od tega 112 gnezdilk (preko 4000 parov). V času selitve se v vodah Vilsandi ustavi na tisoče jat beloličnih gosi (branta leucopsis), ruskih gag (Polysticta stelleri) in drugih morskih ptic. Narodni park je tudi habitat velikega galeba (Larus marinus), srebrnega galeba in čiger.
Biološka postaja nacionalnega parka je v Vilsandiju. Imajo prenočišča za znanstvenike in turiste.
Kiipsaare nukk, rt v kraju Harilaiu v narodnem parku Vilsandi, je bil prizorišče filma "Somnambuul.

## Zgodovina
21. septembra 1971 je bil naravni rezervat Vaika z Uredbo št. 457 Sveta ministrov Estonske SSR določen na 10.689 hektarjih in imenovan državni naravni rezervat Vilsandi. Naravni rezervat je vključeval okoli sto raznolikih otokov različnih velikosti, s skupno površino 1289 ha. Naravni rezervat tam obstaja od leta 1957, rezervat za zaščito ptic pa od leta 1910. Upravno območje pripada podeželski skupnosti Saaremaa.
8. decembra 1993 je vlada Republike Estonije na podlagi Narodnega naravnega rezervata Vilsandi ter botaničnega in zoološkega rezervata Harilaiu ustanovila narodni park Vilsandi.
Uredba vlade Republike Estonije je 22. maja 1996 potrdila varstvena pravila in meje narodnega parka Vilsandi. Narodni park s površino 23.757 hektarjev vključuje obalno območje od Harilai do Soeginine, otoka Vilsandi, Loonalaiu in 160 majhnih otokov in čeri. Vode so pozimi večinoma brez ledu.
Leta 1997 je narodnemu parku Vilsandi pripadlo mokrišče mednarodnega pomena (območje Ramsar). 6. decembra istega leta je bil v dvorcu Loona odprt center za obiskovalce narodnega parka. Od leta 1997 so v Vilsandiju vzrejali tudi noje.

## Otoki
Za nacionalni park je značilno obilje neokrnjenih otokov, na katerih lahko morske ptice živijo in gnezdijo nemoteno. Glavni otoki nacionalnega parka so: Aarmarahu, Aaslaid, Aherahu, Alumine Pihlakuiv, Alumine Vaika, Innarahu, Joosepikuiv, Kalarahu, Karirahu, Kassikuiv, Keskmine Vaika, Kitselaid, Kolmekivirahud, Koerakuiv, Koluma rahu, Kuivarahu, Kullipank, Kurgurahu, Käkimaa, Käkirahu, Laasirahu, Lalarahu, Lausma, Laurisaar, Lestapank, Loonalaid, Mihklirahu, Mustarahu, Mustpank, Noogimaa, Nootamaa, Oju rahu, Oostemadal, Piskumadal, Pitkanina mütt, Punasekivirahu, Pätsurahu, Rannasitik, Riinurahu, Riimirahu, Rüpirahu, Salava, Sepasitik, Siiapank, Sokulaid, Süllanina kuiv, Suur Antsulaid, Suur Kolmekivirahu, Suur-Urv, Telve, Ülemine Vaika, Umalakotid, Urverahu, Ussirahu, Uus Nootamaa, Uusikuiv, Ülemine Pihlakuiv, Vaherahu, Väike Antsulaid, Väike Kolmekivirahu, Väike-Urv, Vasikalaid, Vesiloo, Viirelaid, Vilsandi und Võrkrahu 